# 7-Dehydrocholesterol-Reduktase
Die 7-Dehydrocholesterol-Reduktase (kurz: DHCR7 oder alternativ: 7-DHC-Reduktase, Sterol-Delta(7)-Reduktase, D7SR) ist ein Enzym in Eukaryoten (EC 1.3.1.21). Es vermittelt die Bildung des Cholesterins aus 7-Dehydrocholesterol und ist damit ein wichtiges letztes Enzym in der Cholesterinbiosynthese. Im Mensch wird DHCR7 vor allem in den Nebennieren, der Leber, den Hoden und im Gehirn exprimiert. Lokalisiert ist es dort in der Membran des endoplasmatischen Reticulums. Mutationen im DHCR7-Gen mit verminderter Enzymaktivität führen zum Smith-Lemli-Opitz-Syndrom, einem charakteristischen angeborenen Fehlbildungs-Retardierungssyndrom, welches biochemisch mit erniedrigten Cholesterinwerten und erhöhten 7-Dehydrocholesterolwerten einhergeht.

## Katalysierte Reaktion
+ NADH/H+ ⇔

⇔  + NAD+
7-Dehydrocholesterol wird zu Cholesterin hydriert.

## Genetik
Das Gen für DHCR7 auf dem Chromosomenabschnitt 11q13.2-11q13.5 kodiert ein Protein mit 475 Aminosäuren (54,5 kDa).